# Rob van Dijk
Rob van Dijk (* 15. Januar 1969 in Voorhout, Südholland) ist ein ehemaliger niederländischer Fußballspieler, der auf der Position des Torhüters spielte. Er spielte für Feyenoord Rotterdam, RKC Waalwijk, PSV Eindhoven, VBV De Graafschap Doetinchem, den SC Heerenveen und den FC Utrecht.
Als Torwart von Feyenoord Rotterdam musste er am 24. Oktober 2010 eine 0:10-Niederlage, und damit die höchste in der Vereinsgeschichte Feyenoords, gegen die PSV Eindhoven hinnehmen.
Nach Ende seiner Spielerkarriere wurde van Dijk im Juli 2012 Torwarttrainer bei Excelsior Rotterdam.